# Джордж Джонс (видавець)
Джордж Джонс (англ. George Jones; 16 серпня 1811, м. Поултні, США — 12 серпня 1891. м. Поланд, США) — американський журналіст, видавець. Разом з Реймондом Генрі Джарвісом був співзасновником «New-York Daily Times» (нині «The New York Times»).

## Життєпис
Джордж Джонс народився в 1811 році в Поултні (штат Вермонт, США), і на деякий час переїхав до Ґренвілля, штат Огайо,. Після смерті батьків він повернувся до Вермонта. Джонс працював у «Northern Spectator».
До 1833 року він переїхав до Трої (штат Нью-Йорк), працюючи в галузях, а пізніше в банківській справі. Провівши кілька років у районі, який пізніше стане Нью-Йорком, він переїхав до Олбані (штат Нью-Йорк) і став банкіром. У Трої 26 жовтня 1826 року він одружився з Сарою Маріс Гілберт, дочкою Бенджаміна Дж. Гілберта, провідного купця за часів Трої. У них було четверо дітей: Емма, Елізабет, Мері та їх єдиний син Гілберт.
Він і Реймонд випустили перший номер «New-York Daily Times» 18 вересня 1851 року. Вперше вони познайомилися під час роботи в «New-York Tribune» під керівництвом Горація Грілі. Джонс вимагав коштів для створення газети, заробляючи внески від інвесторів Олбані та Аврори, включаючи Едвіна Б. Моргана, а також надаючи 25 000 доларів від себе та ще 25 000 доларів від свого колишнього банківського партнера Едварда Веслі. Газета почала публікуватися як «The New York Times» 14 вересня 1857 року
Після смерті Реймонда в червні 1869 року Джонс став видавцем. У період з 1870 по 1871 рік газета неодноразово атакувала боса Твіда через редакційні статті Джорджа Вільяма Кертіса та ілюстрації Томаса Наста. Твід намагався купити 34% акцій вдови Реймонда в компанії, але Морган купив її раніше, ніж зміг. Одного разу Твід запропонував Джонсу 5 мільйонів доларів, щоб він не друкував невигідну для Твіда історію; Джонс відмовився від пропозиції та розпочав публікувати історію. Зусилля «Таймс» сприяли краху Твіда та його корумпованої міської влади.

## Смерть

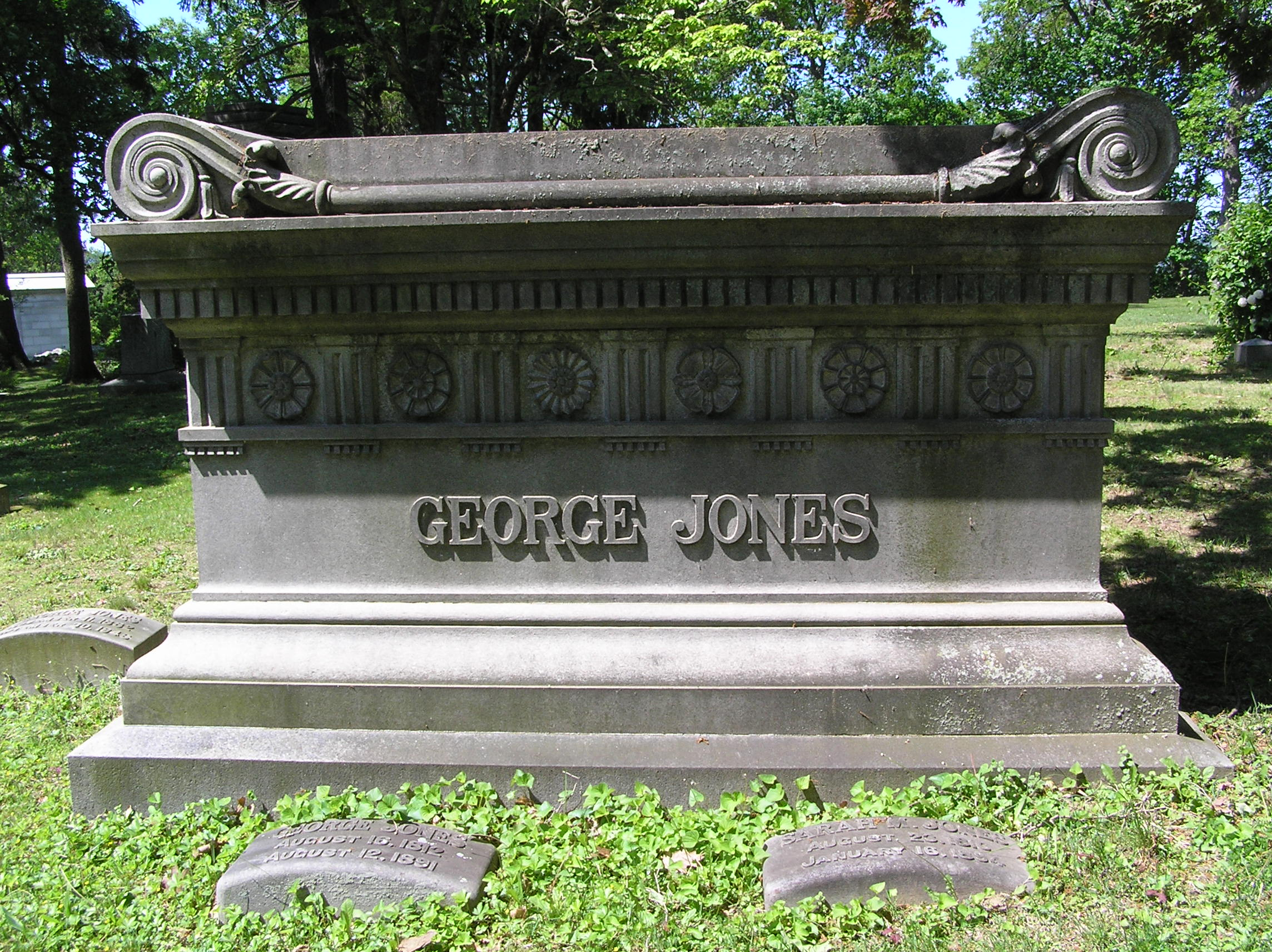
Могила Джорджа Джонса

Джонс помер 12 серпня 1891 року, за чотири дні до свого 80-річчя, в готелі Poland Springs в Поланді (штат Мен). Він похований на кладовищі Сліпі-Холлоу в Сліпі-Холлоу, Нью-Йорк.